# Tingena aletis
Tingena aletis är en fjärilsart som först beskrevs av Edward Meyrick 1905.  Tingena aletis ingår i släktet Tingena och familjen praktmalar. Inga underarter finns listade i Catalogue of Life.